# Liechtenstein nos Jogos Olímpicos de Inverno de 1956
Liechtenstein participou dos Jogos Olímpicos de Inverno de 1956 na cidade de Cortina d'Ampezzo, na Itália. Nessa edição dos jogos o país não teve medalhistas.